# Cooperative Industriali Cinesi
Le Cooperative Industriali Cinesi (inglese: Chinese Industrial Cooperatives; cinese: 工業合作社S, Gōngyè HézuòshèP) (INDUSCO) erano organizzazioni istituite da un movimento, che coinvolgeva vari espatriati occidentali, per promuovere lo sviluppo industriale ed economico di base in Cina. Il movimento fu attivo specialmente negli anni 1930 e 1940 con il supporto bilaterale sia dell'ala sinistra che di quella destra della politica cinese. Il movimento fu condotto attraverso l'Associazione delle Cooperative Industriali Cinesi (Chinese Industrial Cooperative Association, CIC) fondata nel 1938, e il suo braccio internazionale, il Comitato Internazionale per la Promozione delle Cooperative Industriali Cinesi (International Committee for the Promotion of Chinese Industrial Cooperatives, noto come Gung Ho - ICCIC). Il movimento scomparve dopo gli anni 1950 a causa della soppressione da parte del governo della Repubblica Popolare Cinese, ma le CIC e il Gung Ho-ICCIC furono rivitalizzate negli anni 1980 e sono attive ancora oggi.
Nel mondo di lingua inglese, l'eredità più nota delle Cooperative Industriali è forse la traslitterazione di Gung-ho.

## Storia
L'Associazione delle Cooperative Industriali Cinesi fu istituita formalmente il 1º agosto 1938 ad Hankow, allora capitale in tempo di guerra della Cina. Lo scopo era di rimpiazzare la capacità industriale perduta nel bombardamento, ma di farlo disperdendo e dando ai lavoratori azioni di voto nelle loro CIC.
Alcuni dei principali organizzatori erano Rewi Alley della Nuova Zelanda; Edgar Snow, Nym Wales (Helen Foster Snow) e Ida Pruitt degli Stati Uniti d'America e un gruppo di Cinesi che includeva Hu Yuzhi e Sha Qianqi. Attraverso la sponsorizzazione di Madame Chiang Kai-shek, Il ministro delle finanze Dr. H. H. Kung forniva supporto finanziario al governo.
Fu creato lo slogan "gonghe" (Gung Ho) in inglese. La frase si traduce: "Lavoriamo Insieme!", ma in inglese si usa piuttosto per indicare la devozione generosa a una causa.
Le CIC organizzarono cooperative autosufficienti su piccola scala nelle aree rurali, per creare occupazione per i lavoratori e i rifugiati e beni e servizi per sostenere la guerra di resistenza contro i Giapponesi.
Nel gennaio 1939 il Comitato Internazionale per la Promozione delle Cooperative Industriali (International Committee for the Promotion of Chinese Industrial Cooperatives) (il Comitato Internazionale Gung Ho, o Gung Ho International Committee, ICCIC) fu istituito a Hong Kong. Ida Pruitt girò gli Stati Uniti per raccogliere un sostanziale sostegno finanziario. Il numero di cooperative raggiunse il suo culmine nel 1941 approssimativamente a 3.000 cooperative con circa 300.000 soci. Le loro fabbriche producevano perlopiù coperte, uniformi e altre forniture per l'esercito.
Sia il governo nazionalista di Chiang Kai-shek e il movimento comunista di Mao Zedong sostennero il movimento e tentarono di controllarlo. Alley placò i nazionalisti, ma le sue simpatie e alla fine le sue lealtà andavano all'emergente governo comunista. (Chiang lo licenziò nel 1942.) Dopo la vittoria di Mao nel 1949 Alley rimase in China, ma non c'era bisogno del CIC e dell'ICCIC. L'attività fu sospesa nel 1952, ma nel 1983 fu formato un nuovo CIC e nel 1987 anche un nuovo Gung Ho - ICCIC.
Un'eccellente discussione sulle CIC appare nel libro di Graham Peck Two Kinds of Time (1950). Peck viaggiò con Alley in numerose CIC all'inizio del 1941 e fu in grado di vederle al loro picco, ma continuando a conoscerle intuì le loro limitazioni e che il loro coeso era già in declino.